# Myzostoma nanseni
Myzostoma nanseni is een ringworm uit de familie Myzostomatidae.
Myzostoma nanseni werd in 1887 voor het eerst wetenschappelijk beschreven door Graff.